# Superliga Brasileira de Voleibol Masculino de 2020–21 - Série A

A Superliga Brasileira de Voleibol Masculino de  2020-21- Série A foi a 27ª edição da 
Superliga Brasileira de Voleibol Masculino - Série A, competição que é realizada anualmente pela 
Confederação Brasileira de Voleibol. Nesta edição, participam 12 equipes, 
incluindo duas equipes promovidas da série B de 2020 
e as 10 equipes que restaram da edição anterior.

## Desistências
O campeonato teria 10 remanescentes da temporada anterior. Porém houve as desistências do Maringá Vôlei
e do SESC-RJ.

## Formato de disputa
A fase classificatória da competição será disputada por doze equipes em dois turnos. Em cada turno, todos os times jogaram entre si uma única vez. Os jogos do segundo turno foram realizados na mesma ordem do primeiro, apenas com o mando de quadra invertido. Os oito primeiros colocados se classificaram para os play-offs. Nesta fase, a vitória por 3-0 ou 3-1 garante três pontos para o ganhador e nenhum ponto para o perdedor. Já com o placar de 3-2, o ganhador da partida leva dois pontos e o perdedor um. As duas últimas colocadas serão rebaixadas para a série B de 2021.
Os play-offs serão divididos em três fases - quartas-de-final, semi-finais e final.
Nas quartas-de-final haverá o cruzamento entre as equipes com os melhores índices técnicos seguindo a lógica: 1ª x 8ª (A); 2ª x 7ª (B); 3ª x 6ª (C) e 4ª x 5ª (D). Estas jogarão partidas em melhor de 3 (jogos), sendo um mando de quadra para cada e o jogo de desempate, quando houver, no ginásio da equipe com o melhor índice técnico da fase classificatória.
As semifinais serão disputadas pelas equipes que passarem das quartas-de-final, seguindo a lógica: vencedora do duelo A x vencedora do duelo D; vencedora do duelo B x vencedora do duelo C. Estas jogarão agora, partidas em melhor de 3 (jogos), sendo um mando de quadra para cada e o jogo de desempate, quando houver, no ginásio da equipe com o melhor índice técnico da fase classificatória.
As equipes vencedoras se classificarão para a final, que será disputada também em uma série melhor de 3 (jogos), o mando de quadra segue no mesmo sistema das semifinais, sendo um mando de quadra para cada e o jogo de desempate, caso haja necessidade, será no ginásio escolhido pelo clube melhor colocado na fase classificatória. Os dois primeiros jogos da final poderá ser na casa do clube mandante do jogo, ou seja, no ginásio de jogo de cada clube finalista utilizado na fase classificatória e na semifinal, já os três últimos jogos deverão acontecer em um ginásio com a capacidade mínima de 5.000 escolhidos pelos times mandantes. A terceira e a quarta colocações serão definidas pelo melhor índice técnico da fase classificatória.
Os sets do torneio são disputados até 25 pontos com a diferença mínima de dois pontos (com exceção do quinto set, vencido pela equipe que fizer 15 pontos com pelo menos dois de diferença). A partir deste ano não ocorrerão mais as paradas técnicas no 8º e no 16º pontos da equipe que primeiro os alcançou, conforme nova determinação da FIVB.

### Equipes participantes
| Equipe                  | Cidade         | Ginásio                    | Capacidade | Posição na temporada 2019/20 | Montes Claros Ponta Grossa 4 Ribeirão Preto 7 Itapetininga 6 3 1 2 8 São Paulo: 1: São Paulo 2: Campinas 3: Taubaté 8:Guarulhos Minas Gerais: 6: Contagem 7: Belo Horizonte Rio de Janeiro Uberlândia BlumenauSuperliga Brasileira de Voleibol Masculino de 2020–21 - Série A (Brasil) |
| ----------------------- | -------------- | -------------------------- | ---------- | ---------------------------- | --- |
| APAN/Blumenau           | Blumenau       | Arena Multiuso             | 3 000      | 10º na Superliga A           | Montes Claros Ponta Grossa 4 Ribeirão Preto 7 Itapetininga 6 3 1 2 8 São Paulo: 1: São Paulo 2: Campinas 3: Taubaté 8:Guarulhos Minas Gerais: 6: Contagem 7: Belo Horizonte Rio de Janeiro Uberlândia BlumenauSuperliga Brasileira de Voleibol Masculino de 2020–21 - Série A (Brasil) |
| AV Uberlândia           | Uberlândia     | Uberlândia Tênis Clube     | 1 000      | 2º na Superliga B            | Montes Claros Ponta Grossa 4 Ribeirão Preto 7 Itapetininga 6 3 1 2 8 São Paulo: 1: São Paulo 2: Campinas 3: Taubaté 8:Guarulhos Minas Gerais: 6: Contagem 7: Belo Horizonte Rio de Janeiro Uberlândia BlumenauSuperliga Brasileira de Voleibol Masculino de 2020–21 - Série A (Brasil) |
| Vôlei Guarulhos         | Guarulhos      | Ginásio Ponte Grande       | 3 000      | 1º na Superliga B            | Montes Claros Ponta Grossa 4 Ribeirão Preto 7 Itapetininga 6 3 1 2 8 São Paulo: 1: São Paulo 2: Campinas 3: Taubaté 8:Guarulhos Minas Gerais: 6: Contagem 7: Belo Horizonte Rio de Janeiro Uberlândia BlumenauSuperliga Brasileira de Voleibol Masculino de 2020–21 - Série A (Brasil) |
| Taubaté                 | Taubaté        | Ginásio do Abaeté          | 3 000      | 2º na Superliga A            | Montes Claros Ponta Grossa 4 Ribeirão Preto 7 Itapetininga 6 3 1 2 8 São Paulo: 1: São Paulo 2: Campinas 3: Taubaté 8:Guarulhos Minas Gerais: 6: Contagem 7: Belo Horizonte Rio de Janeiro Uberlândia BlumenauSuperliga Brasileira de Voleibol Masculino de 2020–21 - Série A (Brasil) |
| Vôlei Um Itapetininga   | Itapetininga   | Ginásio Ayrton Senna       | 1 000      | 8º na Superliga A            | Montes Claros Ponta Grossa 4 Ribeirão Preto 7 Itapetininga 6 3 1 2 8 São Paulo: 1: São Paulo 2: Campinas 3: Taubaté 8:Guarulhos Minas Gerais: 6: Contagem 7: Belo Horizonte Rio de Janeiro Uberlândia BlumenauSuperliga Brasileira de Voleibol Masculino de 2020–21 - Série A (Brasil) |
| Pacaembu Ribeirão Preto | Ribeirão Preto | Ginásio Cava do Bosque     | 1 200      | 9º na Superliga A            | Montes Claros Ponta Grossa 4 Ribeirão Preto 7 Itapetininga 6 3 1 2 8 São Paulo: 1: São Paulo 2: Campinas 3: Taubaté 8:Guarulhos Minas Gerais: 6: Contagem 7: Belo Horizonte Rio de Janeiro Uberlândia BlumenauSuperliga Brasileira de Voleibol Masculino de 2020–21 - Série A (Brasil) |
| Minas Tênis Clube       | Belo Horizonte | Arena Juscelino Kubitschek | 3 650      | 6º na Superliga A            | Montes Claros Ponta Grossa 4 Ribeirão Preto 7 Itapetininga 6 3 1 2 8 São Paulo: 1: São Paulo 2: Campinas 3: Taubaté 8:Guarulhos Minas Gerais: 6: Contagem 7: Belo Horizonte Rio de Janeiro Uberlândia BlumenauSuperliga Brasileira de Voleibol Masculino de 2020–21 - Série A (Brasil) |
| América Vôlei [IND]     | Montes Claros  | Tancredo Neves             | 8 600      | 12º na Superliga A           | Montes Claros Ponta Grossa 4 Ribeirão Preto 7 Itapetininga 6 3 1 2 8 São Paulo: 1: São Paulo 2: Campinas 3: Taubaté 8:Guarulhos Minas Gerais: 6: Contagem 7: Belo Horizonte Rio de Janeiro Uberlândia BlumenauSuperliga Brasileira de Voleibol Masculino de 2020–21 - Série A (Brasil) |
| Sada Cruzeiro           | Contagem       | Ginásio do Riacho          | 2 000      | 1º na Superliga A            | Montes Claros Ponta Grossa 4 Ribeirão Preto 7 Itapetininga 6 3 1 2 8 São Paulo: 1: São Paulo 2: Campinas 3: Taubaté 8:Guarulhos Minas Gerais: 6: Contagem 7: Belo Horizonte Rio de Janeiro Uberlândia BlumenauSuperliga Brasileira de Voleibol Masculino de 2020–21 - Série A (Brasil) |
| Caramuru Vôlei [IND]    | Ponta Grossa   | Arena Multiuso             | 3 000      | 11º na Superliga A           | Montes Claros Ponta Grossa 4 Ribeirão Preto 7 Itapetininga 6 3 1 2 8 São Paulo: 1: São Paulo 2: Campinas 3: Taubaté 8:Guarulhos Minas Gerais: 6: Contagem 7: Belo Horizonte Rio de Janeiro Uberlândia BlumenauSuperliga Brasileira de Voleibol Masculino de 2020–21 - Série A (Brasil) |
| SESI-SP                 | São Paulo      | Ginásio do Sesi            | 800        | 3º na Superliga A            | Montes Claros Ponta Grossa 4 Ribeirão Preto 7 Itapetininga 6 3 1 2 8 São Paulo: 1: São Paulo 2: Campinas 3: Taubaté 8:Guarulhos Minas Gerais: 6: Contagem 7: Belo Horizonte Rio de Janeiro Uberlândia BlumenauSuperliga Brasileira de Voleibol Masculino de 2020–21 - Série A (Brasil) |
| Vôlei Renata            | Campinas       | Ginásio do Taquaral        | 2 600      | 5º na Superliga A            | Montes Claros Ponta Grossa 4 Ribeirão Preto 7 Itapetininga 6 3 1 2 8 São Paulo: 1: São Paulo 2: Campinas 3: Taubaté 8:Guarulhos Minas Gerais: 6: Contagem 7: Belo Horizonte Rio de Janeiro Uberlândia BlumenauSuperliga Brasileira de Voleibol Masculino de 2020–21 - Série A (Brasil) |

Notas
1 O Caramuru Vôlei chegou a ser rebaixado, porém com a desistência do Maringá Vôlei, retornou ao campeonato.

2 O América Vôlei chegou a ser rebaixado, porém com a desistência do SESC-RJ, retornou ao campeonato.

## Fase classificatória

### Classificação
- Vitória por 3 sets a 0 ou 3 a 1: 3 pontos para o vencedor;
- Vitória por 3 sets a 2: 2 pontos para o vencedor e 1 ponto para o perdedor.
- Não comparecimento, a equipe perde 2 pontos.
- Em caso de igualdade por pontos, os seguintes critérios servem como desempate: número de vitórias, razão de sets e razão de ralis.

|  |                                                       |
|  | Equipes classificadas às quartas-de-final.            |
|  | Equipes eliminadas e mantidas para a Série A 2021-22. |
|  | Equipes rebaixadas para a Série B 2022.               |

|     |                         |     | Jogos | Jogos | Jogos | Resultados | Resultados | Resultados | Resultados | Resultados | Resultados | Sets | Sets | Sets  | Pontos | Pontos | Pontos |
| Pos | Equipe                  | Pts | T     | V     | D     | 3–0        | 3–1        | 3–2        | 2–3        | 1–3        | 0–3        | V    | P    | R     | V      | P      | R      |
| --- | ----------------------- | --- | ----- | ----- | ----- | ---------- | ---------- | ---------- | ---------- | ---------- | ---------- | ---- | ---- | ----- | ------ | ------ | ------ |
| 1   | Sada Cruzeiro           | 60  | 22    | 20    | 2     | 16         | 3          | 1          | 1          | 0          | 1          | 62   | 11   | 5.636 | 1776   | 1468   | 1.210  |
| 2   | Taubaté                 | 58  | 22    | 20    | 2     | 13         | 5          | 2          | 0          | 1          | 1          | 61   | 15   | 4.067 | 1843   | 1514   | 1.217  |
| 3   | Vôlei Renata            | 51  | 22    | 17    | 5     | 12         | 3          | 2          | 2          | 2          | 1          | 57   | 22   | 2.591 | 1873   | 1643   | 1.140  |
| 4   | Minas Tênis Clube       | 47  | 22    | 17    | 5     | 10         | 3          | 4          | 0          | 1          | 4          | 52   | 26   | 2,000 | 1834   | 1667   | 1.100  |
| 5   | APAN/Blumenau           | 33  | 22    | 11    | 11    | 7          | 2          | 2          | 2          | 2          | 7          | 39   | 39   | 1,000 | 1732   | 1769   | 0.979  |
| 6   | AV Uberlândia           | 30  | 22    | 10    | 12    | 3          | 6          | 1          | 1          | 6          | 5          | 38   | 44   | 0.864 | 1829   | 1839   | 0.995  |
| 7   | América Vôlei           | 27  | 22    | 9     | 13    | 5          | 2          | 2          | 2          | 7          | 4          | 38   | 45   | 0.844 | 1897   | 1928   | 0.984  |
| 8   | Vôlei Um Itapetininga   | 26  | 22    | 8     | 14    | 2          | 5          | 1          | 3          | 4          | 7          | 34   | 49   | 0.694 | 1836   | 1958   | 0.938  |
| 9   | Vôlei Guarulhos         | 23  | 22    | 7     | 15    | 3          | 3          | 1          | 3          | 5          | 7          | 32   | 50   | 0.640 | 1825   | 1928   | 0.947  |
| 10  | SESI-SP                 | 17  | 22    | 5     | 17    | 2          | 2          | 1          | 3          | 3          | 11         | 24   | 55   | 0.436 | 1715   | 1892   | 0.906  |
| 11  | Caramuru Vôlei          | 13  | 22    | 5     | 17    | 1          | 2          | 2          | 0          | 5          | 12         | 20   | 57   | 0.351 | 1599   | 1833   | 0.872  |
| 12  | Pacaembu Ribeirão Preto | 11  | 22    | 3     | 19    | 0          | 2          | 1          | 3          | 2          | 14         | 17   | 61   | 0.279 | 1579   | 1899   | 0.831  |

## Playoffs
|  | Quartas-de-final         | Quartas-de-final         | Quartas-de-final         | Quartas-de-final         | Quartas-de-final         |                   |                       | Semifinais               | Semifinais               | Semifinais               | Semifinais               | Semifinais               |  |  | Final                    | Final                    | Final                    | Final                    | Final                    | Final                    | Final                    |
|  | 11 a 21 de março de 2021 | 11 a 21 de março de 2021 | 11 a 21 de março de 2021 | 11 a 21 de março de 2021 | 11 a 21 de março de 2021 |                   |                       | 07 a 12 de abril de 2021 | 07 a 12 de abril de 2021 | 07 a 12 de abril de 2021 | 07 a 12 de abril de 2021 | 07 a 12 de abril de 2021 |  |  | 14 a 16 de abril de 2021 | 14 a 16 de abril de 2021 | 14 a 16 de abril de 2021 | 14 a 16 de abril de 2021 | 14 a 16 de abril de 2021 | 14 a 16 de abril de 2021 | 14 a 16 de abril de 2021 |
|  |                          |                          |                          |                          |                          |                   |                       |                          |                          |                          |                          |                          |  |  |                          |                          |                          |                          |                          |                          |                          |
|  | 1°                       | Sada Cruzeiro            | 0                        | 2                        |                          |                   |                       |                          |                          |                          |                          |                          |  |  |                          |                          |                          |                          |                          |                          |                          |
|  | 8°                       | Vôlei Um Itapetininga    | 3                        | 3                        |                          |                   |                       |                          |                          |                          |                          |                          |  |  |                          |                          |                          |                          |                          |                          |                          |
|  | 8°                       | Vôlei Um Itapetininga    | 3                        | 3                        |                          | 8°                | Vôlei Um Itapetininga | 0                        | 0                        |                          |                          |                          |  |  |                          |                          |                          |                          |                          |                          |                          |
|  |                          |                          |                          |                          |                          | 8°                | Vôlei Um Itapetininga | 0                        | 0                        |                          |                          |                          |  |  |                          |                          |                          |                          |                          |                          |                          |
|  |                          | 4°                       | Minas Tênis Clube        | 3                        | 3                        |                   |                       |                          |                          |                          |                          |                          |  |  |                          |                          |                          |                          |                          |                          |                          |
|  | 4°                       | 4°                       | Minas Tênis Clube        | 3                        | 3                        | Minas Tênis Clube | 3                     | 3                        |                          |                          |                          |                          |  |  |                          |                          |                          |                          |                          |                          |                          |
|  | 4°                       |                          |                          |                          |                          | Minas Tênis Clube | 3                     | 3                        |                          |                          |                          |                          |  |  |                          |                          |                          |                          |                          |                          |                          |
|  | 5°                       | APAN/Blumenau            | 0                        | 1                        |                          |                   |                       |                          |                          |                          |                          |                          |  |  |                          |                          |                          |                          |                          |                          |                          |
|  |                          |                          |                          |                          |                          |                   |                       |                          |                          |                          |                          |                          |  |  | 4°                       | Minas Tênis Clube        | 2                        | 0                        |                          |                          |                          |
|  |                          |                          | 2ª                       | Taubaté                  | 3                        | 3                 |                       |                          |                          |                          |                          |                          |  |  |                          |                          |                          |                          |                          |                          |                          |
|  | 2ª                       | Taubaté                  | 3                        | 2                        | 3                        |                   |                       |                          |                          |                          |                          |                          |  |  |                          |                          |                          |                          |                          |                          |                          |
|  | 7°                       | América Vôlei            | 0                        | 3                        | 0                        |                   |                       |                          |                          |                          |                          |                          |  |  |                          |                          |                          |                          |                          |                          |                          |
|  | 7°                       | América Vôlei            | 0                        | 3                        | 0                        |                   | 2ª                    | Taubaté                  | 3                        | 3                        |                          |                          |  |  |                          |                          |                          |                          |                          |                          |                          |
|  |                          |                          |                          |                          |                          |                   | 2ª                    | Taubaté                  | 3                        | 3                        |                          |                          |  |  |                          |                          |                          |                          |                          |                          |                          |
|  |                          | 3º                       | Vôlei Renata             | 1                        | 0                        |                   |                       |                          |                          |                          |                          |                          |  |  |                          |                          |                          |                          |                          |                          |                          |
|  | 3º                       | 3º                       | Vôlei Renata             | 1                        | 0                        | Vôlei Renata      | 3                     | 3                        |                          |                          |                          |                          |  |  |                          |                          |                          |                          |                          |                          |                          |
|  | 3º                       |                          |                          |                          |                          | Vôlei Renata      | 3                     | 3                        |                          |                          |                          |                          |  |  |                          |                          |                          |                          |                          |                          |                          |
|  | 6º                       | AV Uberlândia            | 2                        | 2                        |                          |                   |                       |                          |                          |                          |                          |                          |  |  |                          |                          |                          |                          |                          |                          |                          |

## Confrontos dos playoffs

### Quartas de final
- Local: Os times que estão ao lado esquerdo da tabela jogam em casa.

#### Jogo 1
| Data       | Hora  |                      | Placar |                          | Set 1 | Set 2 | Set 3 | Set 4 | Set 5 | Total  | Relatório |
| ---------- | ----- | -------------------- | ------ | ------------------------ | ----- | ----- | ----- | ----- | ----- | ------ | --------- |
| 11/03/2021 | 16:30 | 'Minas Tênis Clube ' | 3–0    | APAN/Blumenau            | 25–22 | 25–19 | 27–25 |       |       | 77–66  | 77–66     |
| 12/03/2021 | 16:30 | 'Vôlei Renata '      | 3–2    | AV Uberlândia            | 25–18 | 19–25 | 23–25 | 25–20 | 15–11 | 107–99 | 107–99    |
| 13/03/2021 | 16:30 | Sada Cruzeiro        | 0–3    | ' Vôlei Um Itapetininga' | 17–25 | 22–25 | 22–25 |       |       | 61–75  | 61–75     |
| 14/03/2021 | 19:00 | 'Taubaté '           | 3–0    | América Vôlei            | 25–19 | 25–23 | 25–21 |       |       | 75–63  | 75–63     |

#### Jogo 2
| Data       | Hora  |                          | Placar |                      | Set 1 | Set 2 | Set 3 | Set 4 | Set 5 | Total   | Relatório |
| ---------- | ----- | ------------------------ | ------ | -------------------- | ----- | ----- | ----- | ----- | ----- | ------- | --------- |
| 15/03/2021 | 16:30 | APAN/Blumenau            | 1–3    | ' Minas Tênis Clube' | 21–25 | 16–25 | 26–24 | 28–30 |       | 91–104  | 91–104    |
| 16/03/2021 | 16:30 | AV Uberlândia            | 2–3    | ' Vôlei Renata'      | 21–25 | 25–19 | 25–17 | 23–25 | 17–19 | 111–105 | 111–105   |
| 17/03/2021 | 16:30 | 'Vôlei Um Itapetininga ' | 3–2    | Sada Cruzeiro        | 15–25 | 18–25 | 25–21 | 25–23 | 18–16 | 101–110 | 101–110   |
| 18/03/2021 | 16:30 | 'América Vôlei '         | 3–2    | Taubaté              | 23–25 | 23–25 | 25–21 | 27–25 | 15–13 | 113–109 | 113–109   |

#### Jogo 3
| Data       | Hora  |            | Placar |               | Set 1 | Set 2 | Set 3 | Set 4 | Set 5 | Total | Relatório |
| ---------- | ----- | ---------- | ------ | ------------- | ----- | ----- | ----- | ----- | ----- | ----- | --------- |
| 21/03/2021 | 11:30 | 'Taubaté ' | 3–0    | América Vôlei | 25–18 | 25–21 | 25–21 |       |       | 75–60 | 75–60     |

### Semifinal
- Local: Os jogos ocorrem no CDV em Saquarema.[6]

#### Jogo 1
| Data       | Hora  |                      | Placar |                       | Set 1 | Set 2 | Set 3 | Set 4 | Set 5 | Total | Relatório |
| ---------- | ----- | -------------------- | ------ | --------------------- | ----- | ----- | ----- | ----- | ----- | ----- | --------- |
| 07/04/2021 | 16:30 | 'Minas Tênis Clube ' | 3–0    | Vôlei Um Itapetininga | 25–21 | 25–21 | 25–21 |       |       | 75–63 | 75–63     |
| 07/04/2021 | 19:00 | 'Taubaté '           | 3–1    | Vôlei Renata          | 25–23 | 25–17 | 21–25 | 25–17 |       | 96–82 | 96–82     |

#### Jogo 2
| Data       | Hora  |                       | Placar |                      | Set 1 | Set 2 | Set 3 | Set 4 | Set 5 | Total | Relatório |
| ---------- | ----- | --------------------- | ------ | -------------------- | ----- | ----- | ----- | ----- | ----- | ----- | --------- |
| 10/04/2021 | 19:00 | Vôlei Um Itapetininga | 0–3    | ' Minas Tênis Clube' | 31–33 | 22–25 | 21–25 |       |       | 74–83 | 74–83     |
| 10/04/2021 | 21:30 | Vôlei Renata          | 0–3    | ' Taubaté'           | 29–31 | 13–25 | 19–25 |       |       | 61–81 | 61–81     |

### Final
- Local: Os jogos ocorrem no CDV em Saquarema.

#### Jogo 1
| Data       | Hora  |            | Placar |                   | Set 1 | Set 2 | Set 3 | Set 4 | Set 5 | Total  | Relatório |
| ---------- | ----- | ---------- | ------ | ----------------- | ----- | ----- | ----- | ----- | ----- | ------ | --------- |
| 14/04/2021 | 19:00 | 'Taubaté ' | 3–2    | Minas Tênis Clube | 25–18 | 22–25 | 23–25 | 25–16 | 15–11 | 110–95 | 110–95    |

#### Jogo 2
| Data       | Hora  |                   | Placar |            | Set 1 | Set 2 | Set 3 | Set 4 | Set 5 | Total | Relatório |
| ---------- | ----- | ----------------- | ------ | ---------- | ----- | ----- | ----- | ----- | ----- | ----- | --------- |
| 16/04/2021 | 19:00 | Minas Tênis Clube | 0–3    | ' Taubaté' | 20–25 | 22–25 | 17–25 |       |       | 59–75 | 59–75     |

## Premiações
| Superliga 2020/2021               |
| São Paulo                         |
| --------------------------------- |
| Vôlei Taubaté Campeão (2º título) |

### Seleção da Superliga
Os atletas que se destacaram individualmente foram
| Posição                         | Jogador         | Equipe                |
| ------------------------------- | --------------- | --------------------- |
| MVP                             | Maurício Borges | Taubaté               |
| Melhor Oposto                   | Yadrián Escobar | Minas Tênis Clube     |
| 1° Melhor Ponteiro              | Maurício Borges | Taubaté               |
| 2° Melhor Ponteiro              | Adriano Xavier  | Vôlei Um Itapetininga |
| 1° Melhor Central               | Maurício Souza  | Taubaté               |
| 2° Melhor Central               | Lucão           | Taubaté               |
| Melhor Levantador               | William         | Minas Tênis Clube     |
| Melhor Líbero                   | Maique          | Minas Tênis Clube     |
| MVP da Final (Troféu VivaVôlei) | Bruninho        | Taubaté               |
| Craque da Galera                | Rapha           | Taubaté               |
| Melhor Técnico                  | Javier Weber    | Taubaté               |

## Classificação Final
| Posição           | Equipe                  | Classificação/rebaixamento                                      |
| ----------------- | ----------------------- | --------------------------------------------------------------- |
| Medalha de ouro   | Taubaté                 | Sul-Americano de Clubes de 2022 · Superliga 2021/2022 - Série A |
| Medalha de prata  | Minas Tênis Clube       | Superliga 2021/2022 - Série A                                   |
| Medalha de bronze | Vôlei Renata            | Superliga 2021/2022 - Série A                                   |
| 4                 | Vôlei Um Itapetininga   | Superliga 2021/2022 - Série A                                   |
| 5                 | Sada Cruzeiro           | Superliga 2021/2022 - Série A                                   |
| 6                 | APAN/Blumenau           | Superliga 2021/2022 - Série A                                   |
| 7                 | AV Uberlândia           | Superliga 2021/2022 - Série A                                   |
| 8                 | América Vôlei           | Superliga 2021/2022 - Série A                                   |
| 9                 | Vôlei Guarulhos         | Superliga 2021/2022 - Série A                                   |
| 10                | SESI-SP                 | Superliga 2021/2022 - Série A                                   |
| 11                | Caramuru Vôlei          | Série B 2022                                                    |
| 12                | Pacaembu Ribeirão Preto | Série B 2022                                                    |

## Estatísticas
| Rank | Jogadoras         | Clubes                | Pontos |
| ---- | ----------------- | --------------------- | ------ |
| 1    | Renan Buiatti     | Vôlei Um Itapetininga | 473    |
| 2    | Darlan Souza      | SESI-SP               | 400    |
| 3    | Leandro Vissotto  | Vôlei Renata          | 397    |
| 4    | Yadrián Escobar   | Minas Tênis Clube     | 387    |
| 5    | Franco Paese      | APAN/Blumenau         | 384    |
| 6    | Henrique Honorato | Minas Tênis Clube     | 349    |
| 7    | Felipe Roque      | Taubaté               | 318    |
| 8    | Adriano Xavier    | Vôlei Um Itapetininga | 294    |
| 9    | Daniel Pinho      | AV Uberlândia         | 280    |
| 10   | Gabriel Vaccari   | Vôlei Renata          | 277    |

| Rank | Jogadoras       | Clubes                | Pontos |
| ---- | --------------- | --------------------- | ------ |
| 1    | Maurício Souza  | Taubaté               | 88     |
| 2    | Lucas Barreto   | Vôlei Renata          | 65     |
| 3    | Johan Marengoni | Vôlei Um Itapetininga | 61     |
| 4    | Ialisson Amorin | APAN/Blumenau         | 53     |
| 5    | Michel Saraiva  | Vôlei Renata          | 51     |
| 6    | Judson Amabel   | América Vôlei         | 47     |
| 7    | Gustavo Bonatto | Minas Tênis Clube     | 46     |
| 7    | Lucas França    | América Vôlei         | 46     |
| 9    | Matheus Santos  | Minas Tênis Clube     | 43     |
| 10   | Felipe Roque    | Taubaté               | 41     |
| 10   | Thales Falcão   | Vôlei Um Itapetininga | 41     |

| \| Rank \| Jogadoras \| Clubes \| Pontos \| \| ---- \| ----------------- \| --------------------- \| ------ \| \| 1 \| Henrique Honorato \| Minas Tênis Clube \| 39 \| \| 2 \| Maurício Borges \| Taubaté \| 31 \| \| 3 \| Felipe Roque \| Taubaté \| 30 \| \| 4 \| Miguel López \| Sada Cruzeiro \| 25 \| \| 5 \| Leandro Vissotto \| Vôlei Renata \| 23 \| \| 6 \| Felipi Rammé \| Vôlei Guarulhos \| 21 \| \| 6 \| Lucão \| Taubaté \| 21 \| \| 8 \| Yadrián Escobar \| Minas Tênis Clube \| 19 \| \| 8 \| Renan Buiatti \| Vôlei Um Itapetininga \| 19 \| \| 8 \| Michel Saraiva \| Vôlei Renata \| 19 \| Pontos marcados no saque ace \| Fonte: CBV |                   |                       |        |
| Rank | Jogadoras         | Clubes                | Pontos |
| 1 | Henrique Honorato | Minas Tênis Clube     | 39     |
| 2 | Maurício Borges   | Taubaté               | 31     |
| 3 | Felipe Roque      | Taubaté               | 30     |
| 4 | Miguel López      | Sada Cruzeiro         | 25     |
| 5 | Leandro Vissotto  | Vôlei Renata          | 23     |
| 6 | Felipi Rammé      | Vôlei Guarulhos       | 21     |
| 6 | Lucão             | Taubaté               | 21     |
| 8 | Yadrián Escobar   | Minas Tênis Clube     | 19     |
| 8 | Renan Buiatti     | Vôlei Um Itapetininga | 19     |
| 8 | Michel Saraiva    | Vôlei Renata          | 19     |